# GE Healthcare Financial Services
GE Healthcare Financial Services (GE HFS) ist zuständig für Finanzierungen im Gesundheitswesen. GE HFS gehört zum Bereich GE Healthcare der amerikanischen General Electric Company, einem der umsatzstärksten Mischkonzerne der Welt. Sitz ist in Boston in Massachusetts USA.
Bei GE HFS werden über 15.000 Kunden von über 300 Mitarbeitern betreut.
GE HFS im Bereich GE Healthcare angesiedelt.